# Idiochlora flexicosta
Idiochlora flexicosta là một loài bướm đêm trong họ Geometridae.